# ネッツトヨタ秋田
ネッツトヨタ秋田株式会社（ネッツトヨタあきた-、英:NETZ TOYOTA AKITA CO., LTD.）とは、秋田市に本店を置く自動車販売会社にして地元資本である石井グループの完全子会社。トヨタ自動車のネッツ店を経営する。

## 概要
秋田県唯一のネッツ店であり、秋田クボタと共に石井グループの中核を成す。
創業以来、県内の自動車ディーラーでは唯一、独立したPiPit店を設置していない。

## 沿革
- 1967年10月23日 - トヨタオート秋田株式会社として設立
- 1975年2月 - トヨタビスタ秋田株式会社が設立される（この時、同一経営母体のオート社員の一部を転籍・出向させている）
- 1998年8月1日 - トヨタオート秋田株式会社が、ネッツトヨタ秋田株式会社に改称
- 2004年5月1日 - トヨタビスタ秋田株式会社を吸収合併

## 拠点

### 新車拠点
- 秋田市内
臨海本店(旧ネッツ臨海店)、新国道中央店（旧ネッツ新国道店）、秋田北店（旧ビスタ北店）、秋田南支店（旧ビスタ南店）
- 県北
大館店、鹿角支店、鷹巣店、能代店
- 県南
大曲店、角館店、横手店、本荘店、湯沢店

### 中古車拠点
臨海マイカーセンター（旧ビスタの新車店からの転換）

## 秋田県内のトヨタ車販売店
- 秋田トヨタ自動車
- トヨタカローラ秋田
- 秋田トヨペット